# Tierschutz
Als Tierschutz werden alle Aktivitäten des Menschen bezeichnet, die darauf abzielen, Tieren (meist Wirbeltieren) ein artgerechtes Leben zu ermöglichen und Leiden, Schmerzen, Schäden sowie unnötige Beeinträchtigungen zu reduzieren beziehungsweise zu verhindern. Im Unterschied zu den Verfechtern von Tierrechten, die teilweise jegliche Nutzhaltung von Tieren durch den Menschen ablehnen, liegt im Tierschutzrecht und seinen zugehörigen Regelungen der Schwerpunkt auf der sach- und artgerechten Haltung, Umgang mit und Nutzung von Tieren durch den Menschen. 

## Historische Hintergründe des Tierschutzes

### Tierschutz und Religion
In den frühen Kulturen der Menschheit (beispielsweise im Alten Ägypten) und bei sogenannten Naturvölkern findet man eine mehr oder weniger ausgeprägte Tierverehrung. So waren die alten Ägypter sich beispielsweise über die gemeinsame Herkunft von Tier und Mensch in der Schöpfung bewusst. Dies drückte sich auch in ihrer Götterdarstellung aus: Die meisten ägyptischen Götter wurden mit Menschenkörpern und Tierköpfen dargestellt.
In asiatischen Religionen wie Hinduismus, Jainismus und Buddhismus haben bestimmte Tiere, insbesondere bezüglich des Reinkarnationsgedankens, eine besondere Stellung. So gelten in diesem Zusammenhang im Hinduismus die Kühe als unantastbar. Und da der Mensch unter Umständen als Tier wiedergeboren werden kann, spielt dort die Verkörperung der menschlichen Seele in einem Tier eine sehr prägende Rolle. Im Jainismus geht der Tierschutzgedanke so weit, dass alle seine Glaubensanhänger vegan leben.
Der jüdische Tierschutz – mit seinem bereits in der Tora verankerten Verbot der Tierquälerei (Tza`ar ba`alei chayim) und mit der Formulierung von Tierrechten wie Sabbatruhe für Tiere, der Verantwortung des Tierhalters für das Tier sogar am Ruhetag – ist Grundlage der Argumentation von Hanna Rheinz: Sie erklärt das Schächten, die Shechita (das betäubungslose jüdische Schlachten) und das Tieropfer im Tempel als Ausnahme des ursprünglich auch für Tiere geltenden Tötungsverbots. Neben der auch im Judentum verwurzelten Ethik des Mitgefühls steht nicht das willkürlich und nach Spezies selektierende Mitleid, sondern der im jüdischen Religionsgesetz verankerte Rechtsanspruch des Tieres im Mittelpunkt.
Wie für das Judentum gelten auch für das Christentum die Aussagen des Alten Testaments. Ein Unterschied besteht jedoch darin, dass Christus das Tieropfer abgeschafft und durch das Opfer von Wein und Brot ersetzt hat. Einzelne Theologen haben dies als Form von Verantwortungsethik verstanden. Der württembergische, vom Pietismus geprägte Pfarrer Christian Adam Dann begründete seinen Einsatz für die gequälten Tiere damit, dass sie die Mitgeschöpfe der Menschen seien und als solche ebenso von Gott geliebt. Ein Mensch, der Tiere quäle, könne Gott und seine Mitmenschen nicht lieben. Er bezog sich dabei unter anderem auf Spr 12,10 : „Der Gerechte erbarmt sich seines Viehs, aber das Herz der Gottlosen ist unbarmherzig“. Sein Freund, der Liederdichter und Pfarrer Albert Knapp, gründete wenige Monate nach Danns Tod einen der ersten Tierschutzvereine Deutschlands.
Albert Schweitzer vertrat das Konzept der „Ehrfurcht vor dem Leben“. Als Kernsatz seiner Auffassung wurde die Aussage populär: „Ich bin Leben, das leben will, inmitten von Leben, das leben will.“ Daraus folgte für Schweitzer, dass die Grundsätze der Ethik nicht an der Artengrenze zwischen Mensch und Tieren enden, sondern der Mensch zu ethischem Verhalten gegenüber der gesamten Schöpfung verpflichtet ist. Für ihn bedeutete das unter anderem auch, dass das Töten von Tieren für die Ernährung der Menschen nicht zulässig sei. Karl Barth, der Schweitzers Theologie eher ablehnte, warnte davor, Schweitzers Auffassungen als „sentimental“ abzutun: „Wie rechtfertigt man sich eigentlich, wenn man es anders hält, als es Schweitzer […] von einem haben will?“ Eine ähnliche Argumentation gibt es bei Fritz Blankes Ethik der Mitgeschöpflichkeit und in neuerer Zeit bei Eugen Drewermann.
Auf breiterer Basis im christlichen Bewusstsein verankert wurde der Tier- und Naturschutz im „Konziliaren Prozess zu Gerechtigkeit, Frieden und Bewahrung der Schöpfung“, einer Bewegung, die 1983 in Vancouver auf der Vollversammlung des Weltkirchenrates (Ökumenischer Rat der Kirchen) begann. Die ökumenische Weltversammlung 1990 in Seoul formulierte zehn Grundüberzeugungen als Abschlussdokument. In Grundüberzeugung VII heißt es: „Gott, der Schöpfer, ist der Ursprung und der Erhalter des ganzen Kosmos. Gott liebt die Schöpfung […] Da die Schöpfung von Gott ist und seine Güte die ganze Schöpfung durchdringt, sollen wir alles Leben heilig halten.“ Diese Überzeugung hat seitdem in vielen kirchlichen Gemeinden das Denken und Handeln mit Bezug zum Tierschutz inspiriert.
Im Islam gibt es einen ähnlichen Blick auf die Tiere wie im Alten Testament. So heißt es in Sure 40, Vers 79 und 80: „Gott ist es, der für euch die Herdentiere gemacht hat, damit ihr auf ihnen reiten könnt, und ihr könnt auch von ihnen essen… und daß ihr durch sie jegliches Bedürfnis befriedigen möchtet, das in euren Herzen sein mag.“

### Philosophische Tierschutzargumentation
In der Antike wird der Gedanke des Tierschutzes erstmals mit der Forderung nach einer vegetarischen Lebensweise verbunden, beispielsweise bei Pythagoras und Plutarch. Der altindische Herrscher Ashoka erließ in seinem 5. Felsen-Edikt umfassende gesetzliche Tierschutz-Regelungen in seinem Reich. Unter anderem war das Töten von Jungtieren, Tieren, die weder nützlich noch essbar sind, das Abbrennen von Unterholz, in welchem sich Tiere befinden sowie religiöse Tieropfer verboten. Im Römischen Recht galten Tiere hingegen als Sachen, eine Auffassung, die bis in die Gegenwart hineinreicht.

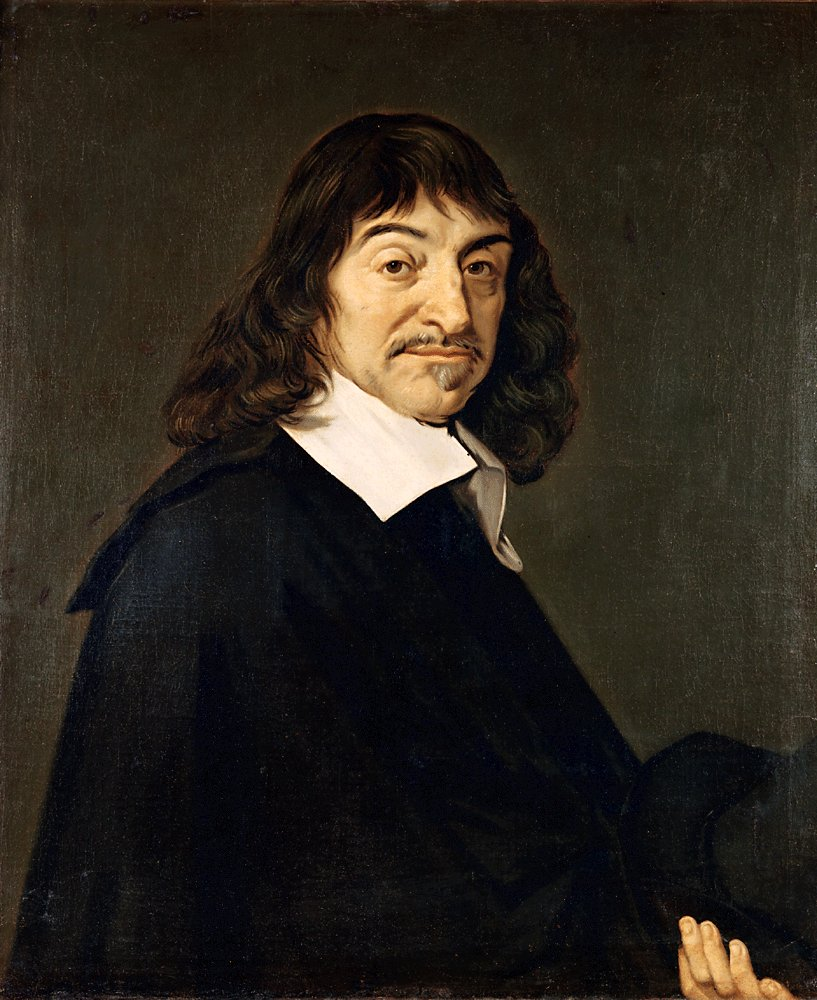
René Descartes

Der Naturalismus brach mit dem aristotelisch-scholastischen Weltbild der Kirche und forderte einen methodischen, rationalistischen Zugang zu Naturphänomenen. René Descartes (1596–1650) kam über die von Galileo Galilei (1564–1642) nachgewiesene ,Himmelsmechanik‘ des Nikolaus Kopernikus zum Schluss, dass für die gesamte Natur vergleichbare Gesetzmäßigkeiten gelten müssen. Für ihn war der Mensch Teil der Natur und unterschied sich vom Tier einzig und allein durch Sprache und Vernunft.
Jean Jacques Rousseau (1712–1778) argumentierte: Tiere […] „da ihnen Denkvermögen und Freiheit fehlen, dieses Gesetz nicht erkennen können […] sie aber durch die Empfindungsfähigkeit, mit der sie begabt sind, etwas mit unserer Natur gemeinsam haben […] sie auch am Naturrecht teilhaben müssen und […] der Mensch ihnen gegenüber einer gewissen Art von Pflichten unterworfen ist.“
Bei Immanuel Kant findet sich der Schutz der Tiere vor grausamer Behandlung in sein Pflichtenkonzept eingebettet, da Grausamkeit gegen Tiere das Mitleid des Menschen abstumpfe und dadurch eine seiner Moralität dienliche Anlage austilge. Die moderne Tierschutzdiskussion knüpft vielfach an naturalistische Positionen an, wobei dann umstritten ist, wo die Grenze zwischen zulässiger Tiernutzung und moralisch zu verwerfender Grausamkeit verläuft.
Bei Arthur Schopenhauer findet sich der Gedanke der Tierrechte: „Die Welt ist kein Machwerk, und die Tiere sind kein Fabrikat zu unserem Gebrauch. Nicht Erbarmen, sondern Gerechtigkeit ist man den Tieren schuldig.“ Schopenhauers Auslassungen sind von einem grundsätzlichen Antijudaismus bestimmt. So führt er aus „Die vermeinte Rechtlosigkeit der Thiere  […] daß es gegen Thiere keine Pflichten gäbe, ist geradezu eine empörende Roheit und Barbarei des Occidents, deren Quelle im Judenthum liegt.“

### Tierschutz in der Neuzeit
Mit der Industrialisierung und der damit verbundenen Technisierung der Viehzucht, der umfangreichen Verwendung von Tieren in Landwirtschaft, Handwerk und Industrie wie auch im Militär entstanden aber im 19. Jahrhundert Tierschutzbewegungen und -organisationen.
Der neuzeitliche gesetzliche Tierschutz und der Aufbau des zugehörigen Tierschutzrechts begann 1822 mit dem ersten erlassenen Tierschutzgesetz in England und schützte Pferde, Schafe und Großvieh vor Misshandlungen. Zustande gekommen war es auf Initiative des Parlamentariers Richard Martin, der daraufhin den Spitznamen Humanity Dick erhalten hatte. Zusammen mit anderen zählte er auch zu den Gründungsmitgliedern der weltweit ersten Tierschutzorganisation Society for the Prevention of Cruelty to Animals (SPCA), die zwei Jahre später aus der Taufe gehoben wurde. Nachdem die Gesellschaft 1840 den Segen der damaligen Königin Victoria erhalten hatte, durfte sie sich fortan Royal Society for the Prevention of Cruelty to Animals (RSPCA) nennen und erlangte einen bedeutenden Einfluss. Zur gleichen Zeit warb Marie Espérance von Schwartz europaweit für ein Engagement gegen Tierversuche.
In Deutschland hingegen war Tierschutz im Kaiserreich ein politisch wenig anerkanntes Anliegen, auch wenn sich etwa Richard Wagner 1879 in einem offenen Brief sehr aktiv dafür eingesetzt hatte. Der Tierschutz war in Deutschland völkisch, antisemitisch und gegen die moderne Industriegesellschaft eingestellt, Schächtung und Vivisektion wurden als Ausdruck und Grundlage einer „jüdischen Medizin“ beschimpft. Diese Vorgeschichte macht Tierschutzanliegen im deutschen Judentum bis zum heutigen Tag problematisch. Umgekehrt trifft das spezielle, durchaus innige Verhältnis von Judentum und Natur bei den deutschen Tierschutzorganisationen auf Desinteresse und antijudaistische Vorbehalte. Zusätzlich zu den seit den 1870er Jahren in den Großstädten entstehenden Tierschutzvereinen begannen vom Pietismus beeinflusste Geistliche und Schulpädagogen mit sittlich-moralischen Flugblättern, Vorträgen und Schriften im volkspädagogischen Duktus um ein wachsendes Tierschutzverständnis zu werben. Tierschutz-Kalender und Tierschutz-Fibeln wurden vom Berliner Tierschutzverein und Deutschen Lehrer-Tierschutzverein in Umlauf gebracht.

Initiative Schächtverbot 1891: nördliche Deutschschweiz befürwortet Verbot, lateinische Schweiz lehnt sie ab.

In der Schweiz entstand 1843 in Bern der erste Tierschutzverein nach englischem Vorbild, 1861 wurde der Schweizerische Zentralverein zum Schutz der Tiere gegründet. 1854 verbot der Schweizer Kanton Aargau die Tötung des Viehs mittels Kopfschlag, ausgenommen in Lengnau und Endingen, den einzigen Schweizer Gemeinden, wo sich Juden niederlassen durften. Mit der angenommenen eidgenössischen Volksinitiative «Verbot des Schlachtens ohne vorherige Betäubung» 1891 wurde das Schächten verboten. Der Anteil der Ja-Stimmen war auf Grund des historischen Antisemitismus in den Deutschschweizer Kantonen größer (z. B. 90,1 % Ja-Anteil im Kanton Aargau). Dagegen wurde die Initiative in der lateinischen Schweiz, wo sowohl Antisemitismus wie Tierschutz auf weniger Resonanz stießen, klar verworfen (z. B. 3,1 % Ja-Anteil im Kanton Wallis).
In Österreich entstand 1846 der erste Tierschutzverein nach englischem Vorbild. Der Verein setzte sich für umfassendere Tierschutzgesetze und deren strengere Überwachung ein. 1897 wurde das erste Tierheim in Wien errichtet.
In Deutschland war die Tierschutzbewegung im Kaiserreich erfolglos bemüht, die damals sehr tierversuchsfreundliche Gesetzgebung zu verschärfen, ein Anliegen, welches vom NS-Regime aufgenommen und sofort nach 1933 mit großem propagandistischen Aufwand in die Tat umgesetzt wurde. Die Tierschutzgesetzgebung des Naziregimes wurde in beiden deutschen Staaten nach 1945 übernommen. Bei der Reform des Tierschutzgesetzes im Westen 1972 waren – so etwa in der Person von Albert Lorz, Vizepräsident des Bayerischen Obersten Landesgerichts a. D. – auch Juristen intensiv beteiligt, die bereits in den 1930er Jahren am Reichstierschutzgesetz mitgewirkt hatten.
In der ersten Hälfte des 20. Jahrhunderts verdrängten Automobile die Pferdekutschen von den Straßen. Es gab jedoch Rückfälle, vor allem nach dem Zweiten Weltkrieg. Viele Kutscher im zerstörten Berlin 1945 waren ehemalige Autofahrer, die mit Pferden nicht umgehen konnten und diese misshandelten. Das führte zu offener Kritik.
Seit den 1980er Jahren werden in Deutschland von Rechtsextremen zunehmend wieder Themen des Tierschutzes im Nationalsozialismus aufgegriffen, oft in Verbindung mit anti-islamischer Propaganda, Antiglobalismus und Antisemitismus.
Ab den 1990er Jahren führten einige deutsche Bundesländer die Funktion des Landestierschutzbeauftragten ein, zuerst Hessen im Jahr 1992. Die Stelle ist eine Art Ansprechpartner und „Anwalt“ in Tierschutzfragen, fachlich wie politisch unabhängig und hat – wie bei der Art Beauftragten üblich – keine „behördliche Kompetenz“.
Der Tierschutz wurde 1973 in die Schweizer Bundesverfassung verankert (heute Art. 80 BV). 1978 folgte das Tierschutzgesetz (TSchG), das mit der Tierschutzverordnung von 1981 in Kraft trat und seither mehrmals revidiert wurde.
Der Tierschutz ist in Deutschland 2002 als Staatsziel in das Grundgesetz (§ 20a GG) und mit dem Vertrag von Lissabon im Jahre 2009 auch in den Vertrag über die Arbeitsweise der Europäischen Union (AEUV) aufgenommen worden: „Bei der Festlegung und Durchführung der Politik der Union in den Bereichen Landwirtschaft, Fischerei, Verkehr, Binnenmarkt, Forschung, technologische Entwicklung und Raumfahrt tragen die Union und die Mitgliedstaaten den Erfordernissen des Wohlergehens der Tiere als fühlende Wesen in vollem Umfang Rechnung; sie berücksichtigen hierbei die Rechts- und Verwaltungsvorschriften und die Gepflogenheiten der Mitgliedstaaten insbesondere in Bezug auf religiöse Riten, kulturelle Traditionen und das regionale Erbe“ (Art. 13 AEUV).
In vielen Staaten, wie beispielsweise China, existiert allerdings bis heute kein Tierschutzgesetz. In China spielen Tiere als Rohstofflieferant für die Traditionelle Chinesische Medizin eine Rolle, so werden z. B. Bärenfarmen unterhalten, in denen in engen Käfigen Tausende von Tieren zur Gewinnung und Vermarktung von Gallensaftprodukten gehalten werden (siehe Asiatischer Schwarzbär). Daneben wurde die Pelztierhaltung in China in den letzten Jahrzehnten umfangreich ausgeweitet.
Mit dem Aufkommen der Tierrechtsbewegung in den 1970er Jahren, die etwa durch die Werke der Philosophen Peter Singer und Tom Regan inspiriert wurde, kam es zu einer bis heute andauernden Spaltung in eine (traditionelle) Tierschutzbewegung und eine (radikalere) Tierrechtsbewegung. Während Tierschützer, wie etwa der Ehrenpräsident des Deutschen Tierschutzbundes Wolfgang Apel, Tierrechtlern vorwarfen, durch überzogene Forderungen den Tieren de facto einen Bärendienst zu erweisen, kritisieren Tierrechtler an Tierschützern, dass diese die Interessen der Tiere nur halbherzig und inkonsequent vertreten würden.
Helmut F. Kaplan spricht in diesem Zusammenhang sogar von einer „Tierschutz-Lüge“ und meint damit die „Verniedlichung von Grundsatz-Problemen zu Mengen-Problemen.“ Beispiele hierfür seien etwa die Forderung nach weniger Tierversuchen oder weniger Fleischkonsum: „Anstatt zu sagen, dass es falsch ist, Tiere zu foltern und umzubringen, wird gesagt, dass es falsch ist, zu viele Tiere zu foltern und umzubringen.“ Natürlich sei, so Kaplan, weniger Fleisch zu essen besser für die Tiere. „Aber besser eben nur in dem Sinne, wie auch weniger Vergewaltigungen, weniger Folterungen und weniger Hinrichtungen besser sind.“ Die Forderung nach Verringerung von Verbrechen müsse konsequenterweise mit der Forderung nach ihrer Abschaffung verbunden werden.
Zuletzt wurde 2016 von Verbraucherschützern in Deutschland ein einheitliches nationales Tierschutz-Logo gefordert, damit Kunden etwa beim Fleischkauf im Supermarkt selbst entscheiden können, ob sie auf hohe tierschützende, artgerechte Standards Wert legen. Die vielen bisherigen Siegel seien zu unbekannt. Laut einer Umfrage des Verbraucherzentrale Bundesverbands seien knapp zwei Drittel der Bundesbürger bereit, für verlässlich höhere Standards mehr zu bezahlen.
Im Jahr 2016 wurde Jagd bzw. Verschwinden u. a. von Luchsen, die zu den am strengsten geschützten Tierarten zählen, kritisiert und dabei insbesondere auf die praktisch nicht vorhandene Aufklärungsquote für diese Naturschutzstraftaten verwiesen.
In den letzten Jahren wurde in der Tierrechtsbewegung und dem philosophischen Teilbereich der Tierethik zunehmend darüber diskutiert, ob das Leid von Tieren in der Wildnis moralisch zähle und ob Menschen aus Tierschutzgründen verpflichtet sind etwas dagegen zu unternehmen, wenn sie dazu in der Lage sind.

## Praktischer Tierschutz

### Tierschutz und Landwirtschaft

#### Tierhaltung
Aus Sicht vieler Tierschutzorganisationen sollte sich eine tierschutzgerechte Nutztierhaltung an den biologischen Merkmalen und Bedürfnissen der jeweiligen Tierart orientieren. Soziale Tiere sollten in entsprechenden Gruppen gehalten werden, mit artgerechten Beschäftigungsmöglichkeiten und genügend Raum für Bewegung. Gegenüber den Interessen der Landwirtschaft, in der sich die Bedingungen von Zucht, Haltung, Ernährung, Transport und Schlachtung unter Berufung auf wirtschaftliche Notwendigkeit orientieren, gibt es Abwägungskonflikte zum Tierschutz.

#### Tiertransporte und Schlachtung

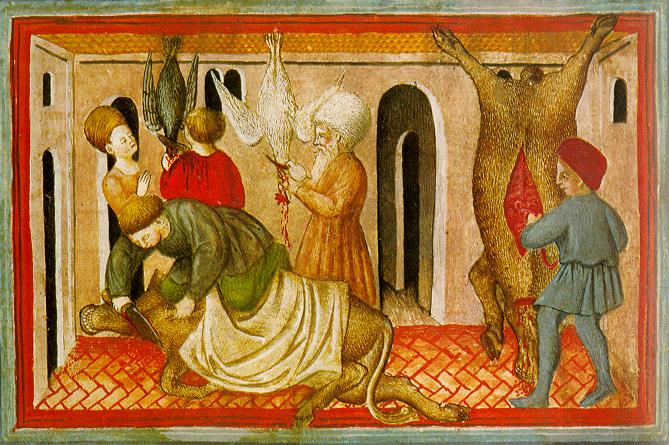
Schächten, Darstellung aus dem 15. Jahrhundert

Für Tiertransporte ins Ausland gibt es bei Einhaltung regelmäßiger Zwischenstationen keine zeitliche Beschränkung. Die EU-Subventionierung von Lebendtier-Exporten fördert noch immer Transporte quer durch Europa. In der Schweiz sieht das neue Tierschutzgesetz eine maximale Zeit von sechs Stunden vor. Das schweizerische Label KAGfreiland (KAG steht für Konsumenten-Arbeitsgruppe zur Förderung tierfreundlicher und umweltgerechter Nutzung von Haustieren) erlaubt höchstens eine Stunde.
Die Schlachtung von Tieren sollte unter vorheriger Betäubung und ohne unnötige Schmerzen und Leiden erfolgen. Dies ist bei der Schlachtung im Akkord nur schwierig zu gewährleisten. Zu besonderen Diskussionen hat das betäubungslose Schächten geführt, das in Deutschland einer Ausnahmegenehmigung bedarf.

#### Zucht von Pelztieren

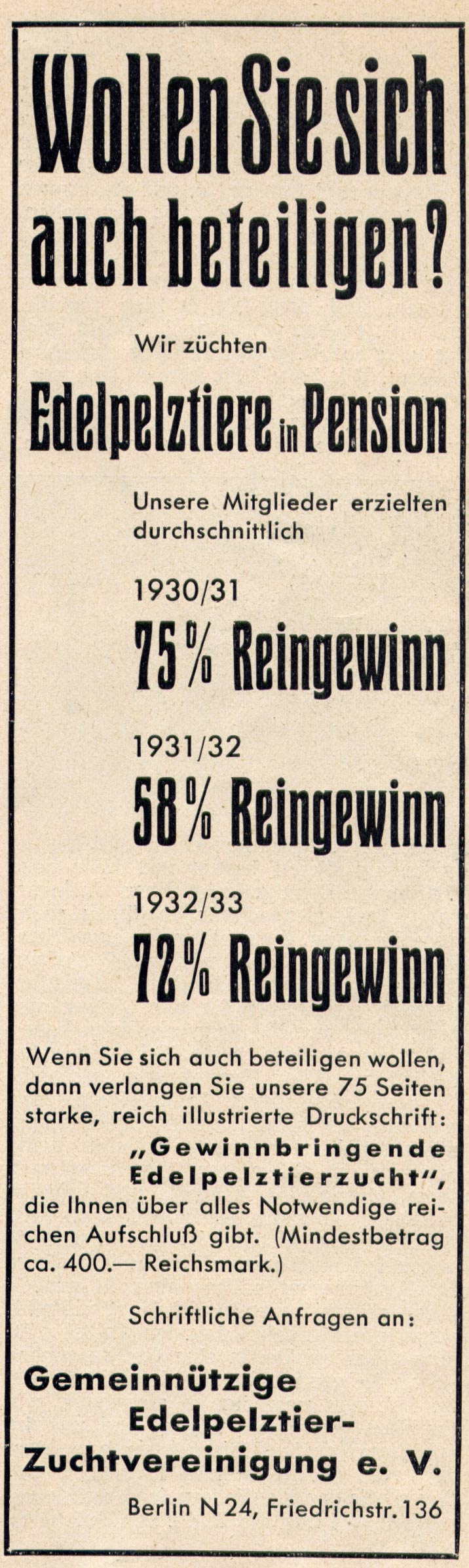
Werbung für Pelztierzucht als Kapitalanlage (1933)

Tierschützer argumentieren, viele als Pelztiere gehaltene Tierarten wie Amerikanischer Nerz, Füchse, Chinchilla, Waschbär und Nutria seien für die in Pelztierfarmen praktizierte Käfighaltung ungeeignet und litten unter diesen Bedingungen an Verhaltensstörungen und körperlichen Schäden.
Tierquälerische Praktiken und hygienisch unzumutbare Zustände in einzelnen Ländern bzw. bei einzelnen Pelztierhaltern werden regelmäßig von Tierschutzorganisationen thematisiert, auch um rechtliche Verschärfungen und Verbote durchzusetzen. Die Robbenjagd und Fallenjagd wie auch bei der Gewinnung der sogenannten Persianerfelle aus unmittelbar nach der Geburt geschlachteten Karakullämmern war bereits im 19. und 20. Jahrhundert Gegenstand massiver Tierschutzkampagnen.

### Tierschutz im Verhältnis zu Jagd und Fischfang

#### Jagd
Sofern Tierschützer die Jagd nicht generell ablehnen, fordern sie – im Einvernehmen mit den Ökologischen Jagdverbänden – eine Erneuerung des Bundesjagdgesetzes, um aktuellen Forderungen des Arten- und Tierschutzes Rechnung zu tragen. Das derzeitige Jagdgesetz beruht auf dem Reichsjagdgesetz aus dem Jahr 1934, welches damals aber bereits in enger Kooperation und unter Berufung auf Art- und Tierschutzelemente erstellt wurde. Der Tierschutzaspekt ist ein zentraler Bestandteil des in Deutschland in die Jagdgesetze eingegangen unbestimmten Rechtsbegriffs der Waidgerechtigkeit, welcher nach Ansicht des Deutschen Jagdverbands „die Einstellung des Jägers zum Tier als Mitgeschöpf, dem vermeidbare Schmerzen zu ersparen sind.“ zum Gegenstand hat. Ein zusätzliches Interesse am Tierschutz haben Jäger insbesondere hinsichtlich der Wildrettung, also von Maßnahmen zum Schutz von Wild beim Mähen landwirtschaftlicher Flächen, z. B. von Rehkitzen und stehen dabei oft zu den beteiligten Landwirten im Interessengegensatz.

#### Fischerei und Walfang
Allgemein kritisiert wird an der Fischerei mit Netzen häufig, dass die Fische qualvoll ersticken und neben den für die menschliche Nahrung wie auch für die Nutztierhaltung verwendeten Fischen zusätzliche Meereslebewesen als Beifang getötet werden. Schleppnetzfischerei ist ein großes Problem wegen der oft viele Kilometer langen Netze, die oft auch bis auf den Meeresgrund reichen und hier neben den Tieren, die gefangen werden sollen, auch tonnenweise andere Lebewesen einfangen. Diese werden dann aussortiert und meist tot ins Meer zurückgeworfen. Säugetiere wie Wale und Delfine ersticken, wenn sie sich unter Wasser in den Netzen verfangen oder Plastikmüll verschlucken. Beim Thunfischfang müssen mittlerweile technische Vorkehrungen getroffen werden, um die früher massiv mitgetöteten Delfine zu schonen.
Bei der Gegnerschaft gegenüber dem Walfang werden diesen großen Meeressäugetieren auch eine hohe Intelligenz und ein hochentwickeltes soziales Verhalten zugeschrieben, das die Jagd auf diese Tiere ethisch problematisch mache. Kritiker halten dies für speziesistisch, da etwa bei Schweinen und Ratten der Gegnerschaft gegenüber dem Walfang vergleichbare Aktivitäten kaum zu finden seien, obwohl diese Tiere deutlich menschenähnlicher seien.

### Heimtierhaltung

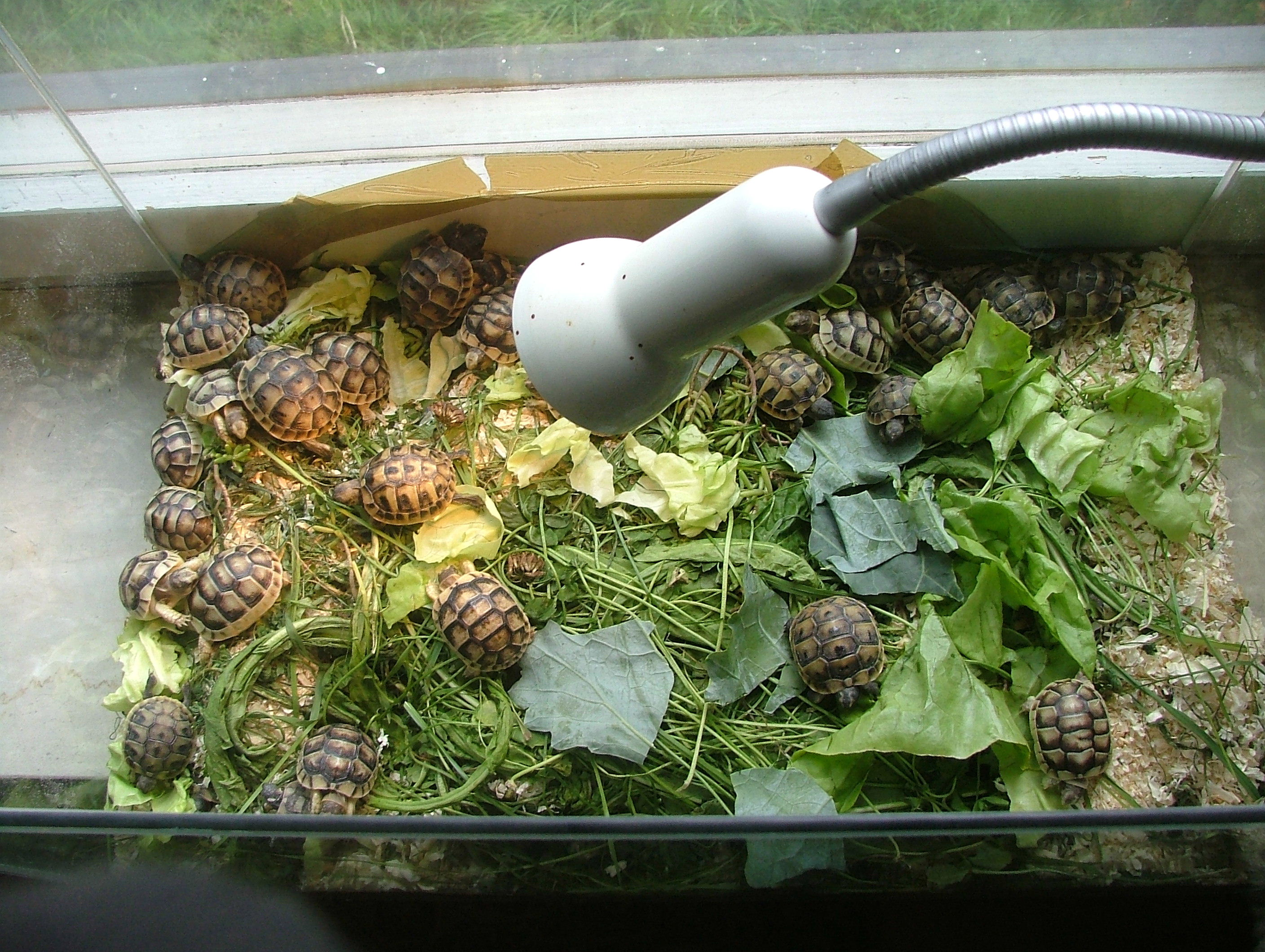
Nicht dem österreichischen Tierschutzgesetz entsprechende Haltung von Europäischen Landschildkröten

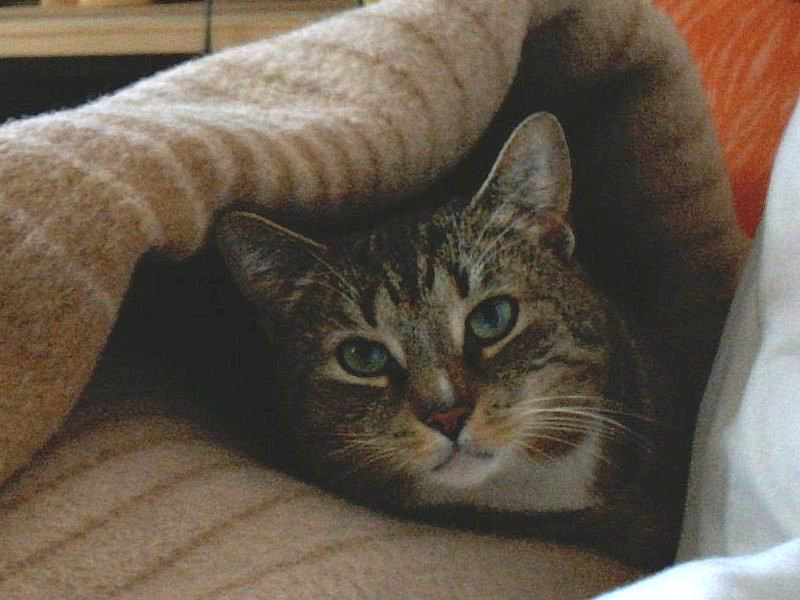
Katze aus dem Tierheim Bochum

Bei der Heimtierhaltung kann es zu verschiedenen Tierschutzproblemen kommen. Außer den offensichtlichen Fällen – mutwilliger Tierquälerei, Aussetzen von Tieren, grober Vernachlässigung – spielt die nicht artgerechte Haltung eine Hauptrolle. Auch wenn domestizierte und domestizierbare Tiere an das Leben mit Menschen gut angepasst sind, haben sie Mindestansprüche an ihre Haltungsbedingungen: neben artgerechter Ernährung vor allem ausreichende Bewegungsmöglichkeiten und Beschäftigungsangebote.
Neben einer nicht artgerechten Haltung an sich kann es zu massiver Tierquälerei durch Unwissenheit und grobem Fehlverhalten kommen. Ein typisches Beispiel sind (die für viele Menschen niedlich anzuschauenden und harmlosen) Kaninchen: Da sie sehr revier- und rudelbezogen sind, kann man sie nicht ohne Vorbereitung fremd mit anderen Tieren in einen Stall geben. Setzt man ein fremdes Kaninchen in den Stall eines anderen Kaninchens, entsteht meist ein erbitterter Kampf, bei dem am Ende ein Tier totgebissen wird und qualvoll stirbt. Hier bedarf es zuerst einer fach- und artgerechten Vergesellschaftung.
Die Haltung von nicht domestizierten Raub- und Wildtieren sowie „exotischen“ Arten stellt zum Teil hohe Anforderungen an den Halter, die ohne ausreichende Sachkenntnisse und materielle Mittel kaum erfüllbar sind. Soweit ein Tierhalter wiederholt und beharrlich gegen tierschutzrechtliche Vorschriften verstößt, kann er mit einem Tierhaltungsverbot belegt werden. Für einzelne Tierarten existieren deshalb gesetzliche Bestimmungen:

#### Deutschland
Die wesentlichen Vorschriften zur Tierhaltung sind im Tierschutzgesetz geregelt. Außerdem sind die Mindestanforderungen an die Haltung sind durch das Bundesministerium für Ernährung, Landwirtschaft und Verbraucherschutz in einer Reihe von Gutachten und Leitlinien festgelegt
- Leitlinien der Sachverständigengruppe tierschutzgerechte Pferdehaltung (10. November 1995)
- Gutachten über die Anforderungen an die Haltung von Zierfischen, die mindestens eingehalten werden sollen (Stand: 30. Dezember 1998)
- Gutachten über die Mindestanforderungen an die Haltung von Säugetieren (7. Mai 2014)[34]
- Gutachten der Sachverständigengruppe über die Mindestanforderungen an die Haltung von Papageien (10. Januar 1995)
- Leitlinien der Arbeitsgruppe Tierschutz und Pferdesport (1. November 1992)
- Leitlinien für eine tierschutzgerechte Haltung von Wild in Gehegen
- Gutachten der Sachverständigengruppe über die tierschutzgerechte Haltung von Vögeln (10. Juli 1996)
- Gutachten über die tierschutzgerechte Haltung von Greifvögeln und Eulen (10. Januar 1995)
- Leitlinien für die Haltung, Ausbildung und Nutzung von Tieren in Zirkusbetrieben oder ähnlichen Einrichtungen
- Gutachten der Sachverständigengruppe über die Mindestanforderungen an die Haltung von Reptilien (10. Januar 1997)
- Leitlinien zur Ausrichtung von Tierbörsen unter Tierschutzgesichtspunkten (1. Juni 2006)
- Gutachten über Mindestanforderungen an die Haltung von Straußenvögeln, außer Kiwis (10. Juni 1994) in der ergänzten Fassung vom 10. September 1996

#### Österreich
Die rechtlich festgelegten Mindestanforderungen an die Haltung der unterschiedlichen Tierarten sind in der 2. Tierhaltungsverordnung nachzulesen:
- Anhang 1 – Säugetiere
- Anhang 2 – Vögel
- Anhang 3 – Reptilien
- Anhang 4 – Amphibien
- Anhang 5 – Fische

Viele Probleme der Heimtierhaltung fangen Tierschutzvereine mit ihren Tierheimen in ehrenamtlicher Arbeit auf: sie gehen Hinweisen auf Tierquälerei und nicht artgerechte Haltung nach, nehmen unbedacht angeschaffte Haustiere auf und geben sie an neue Tierhalter weiter, übernehmen die kommunale Aufgabe der Abwehr von Gefahren durch streunende Tiere (vor allem Hunde) und betreuen verwilderte Haustiere. Unter den verwilderten Haustieren sind häufig Katzen und Hunde. Daher verfolgen Tierschützer das Ziel, die Fortpflanzung einzudämmen und durch artgerechte Fütterung für eine stabile, gesunde Population zu sorgen. So wird beispielsweise das sogenannte Paderborner Modell – die Kastrationspflicht für freilaufende Katzen – oft als vorbildlich zur Eindämmung verwilderter Katzen angesehen.

#### Schweiz
In der Schweiz ist der Tierschutz gesetzlich im Tierschutzgesetz vom 16. Dezember 2005 und der Tierschutzverordnung vom 23. April 2008 festgelegt. Im Heimtierbereich wurde 2008 mit der neuen Tierschutzverordnung unter anderem die Alleinhaltung von Wellensittichen und Meerschweinchen verboten und ein verpflichtender Sachkundenachweis von erstmaligen Hundehaltern eingeführt.

### Exoten als Heimtiere
Exotische Haustiere erfreuen sich zunehmender Beliebtheit – vor allem Reptilien und Amphibien, aber auch größere Katzenarten wie Servale oder Affenarten.
Doch ist es schwer, für exotische Tiere eine artgerechte Haltung zu gewährleisten. Die nicht domestizierten Tiere sind Wildtiere, deren Verhalten und Ansprüche an den Lebensraum bei einigen Arten noch nicht hinreichend erforscht ist. Händlern und potenziellen Haltern können, selbst wenn sie sich um Informationen bemühen, keine ausreichenden Kenntnisse zur artgerechten Haltung vorliegen. Dies kann zur Lebensgefahr für gehaltenen Tiere werden, aber auch je nach Wehrhaftigkeit oder Giftigkeit des Haustiers für die Halter eine Gefahr darstellen. Zudem sind viele exotische Tiere Opfer des illegalen Handels, der mit der Nachfrage wächst. Dagegen setzten sich Tierschutzorganisationen wie der ETN e. V., der Tierschutzbund und Vier Pfoten ein.
Der Bedarf an exotischen Haustieren ist auch mit der Verbreitung von Videos und Fotos, die exotische Haustiere in Interaktion mit Menschen zeigen, entstanden. Ein prominentes Beispiel dafür sind Plumploris. Daher ruft der ETN e. V. dazu auf, solche Medien nicht zu teilen, zu liken oder zu kommentieren.

### Tiere in der Unterhaltung

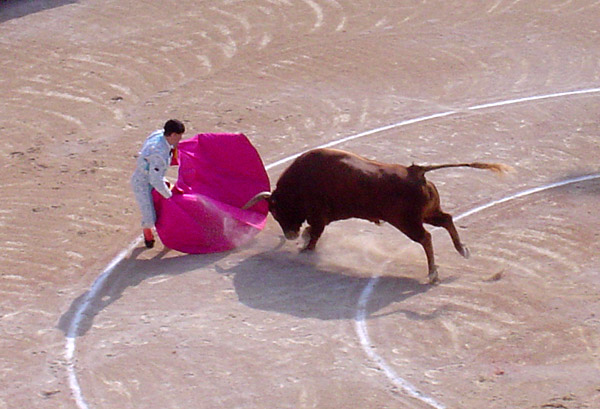
Stierkampf in Frankreich

Ein frühes, auch teilweise sehr erfolgreiches Anliegen des Tierschutzgedankens war die Einschränkung oder das Verbot von Tierkämpfen und Tierhatz zur Unterhaltung wie z. B. dem Stierkampf, der Fuchsjagd, Hunde- und Hahnenkampf oder von Pferde- und Windhundrennen und der Beizjagd.
Aus Sicht des Tierschutzes sollen darüber hinaus an die artgerechte Haltung von Wildtieren besonders hohe Anforderungen gestellt werden, da diese weniger an das Leben in menschlicher Obhut angepasst sind. Auch die Haltung von Wildtieren in Zirkussen und Zoos sowie die Dressur wird deshalb von einigen Tierschützern abgelehnt. Horst Stern betonte in einem 1971 sehr kontrovers diskutierten Film die Nähe der Dressur an natürlichen Verhaltensweisen von Tieren und sah es als wichtiger an, entsprechende Maßstäbe auch an die Haltung der Tiere anzulegen. Bei der Zootierhaltung, die auch Unterhaltungs- und Lehraspekte aufweist, kollidieren gelegentlich Ansprüche des einzeltierbezogenen Tierschutzes mit Belangen des Artenschutzes wie der Bildung und Kenntnisvermittlung über Tiere und Natur, welche auch ein Anliegen des Tierschutzes sind.

### Tierversuche
Tierversuche werden damit gerechtfertigt, dass sie dem Wohle der Menschen dienen. In Tierversuchen wird die potentielle Schädlichkeit sowie die medizinische und Umweltwirksamkeit von Stoffen erprobt, werden Krankheiten in ihren Ursachen und ihrem Verlauf erforscht, Operationsmethoden getestet und grundsätzliche Erkenntnisse über die Funktionen des Körpers gewonnen.
Dabei werden Tieren auch teilweise Leiden, Schmerzen und Schäden zugefügt. Daher ist aus Sicht des Tierschutzes anzustreben, dass die Zahl der verwendeten Tiere und das Maß ihrer Schädigung auf ein Minimum gesenkt wird. Wo es möglich ist, müssten Tierversuche durch alternative Methoden ersetzt werden. Ergebnisse wären auszutauschen, wenn dies die geltende Gesetzeslage zuließe, damit Mehrfachuntersuchungen vermieden würden.
Die Übertragung von Ergebnissen aus Tierversuchen auf den Menschen ist nicht immer möglich. So wurde beispielsweise Contergan im Tierversuch als unbedenklich eingestuft, während etwa Acetylsalicylsäure (Aspirin) für viele Tiere giftig ist.
Besonders in der Kritik stehen die Haltungsbedingungen bei der Zucht der Versuchstiere und in den Labors und Versuchsmethoden (beispielsweise der LD50-Test), die als drastisch und qualvoll empfunden werden. Dem entgegen stehen Ansprüche an eine Sicherheit und Überprüfbarkeit von Herstellungsmethoden und Stoffen, die im Rahmen umweltschutzbedingter Gesetzgebung wie der EU-REACH Richtlinie die Anwendung von Tierversuchen zwingend vorschreibt.

## Institutionen und Verbände des Tierschutzes

### Private Tierschutzorganisationen

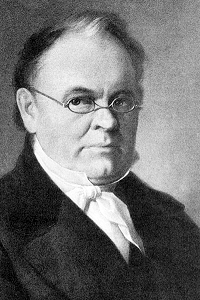
Pfarrer Albert Knapp

1837 gründete der Pfarrer Albert Knapp in Stuttgart den ersten deutschen Tierschutzverein, dem überall in Deutschland weitere folgten. Sie schlossen sich 1881 zum Deutschen Tierschutzbund zusammen. Dieser vereinigt heute etwa 740 Tierschutzvereine mit über 800.000 Mitgliedern. Die Tierschutzorganisationen der Europäischen Gemeinschaft arbeiten in der Eurogroup for Animals zusammen.
In der Schweiz entstand um 1840 in Bern der erste Tierschutzverein. 1861 wurde der Schweizer Tierschutz STS ins Leben gerufen, damals unter dem Namen «Schweizerischer Centralverein zum Schutz der Tiere». Der Schweizer Tierschutz, heute die größte Tierschutzorganisation, ist eine Dachorganisation von lokalen Tierschutzvereinen. Er ist die älteste national tätige Tierschutzorganisation der Schweiz. Im Bereich der Nutztierhaltung versucht die Organisation KAGfreiland seit den 1970er Jahren, vorbildliche Tierhaltung zusammen mit Landwirten umzusetzen. Sie vergibt deshalb ein Label für Fleisch, Eier und Käse. Andere Tierschutzorganisationen sind etwa die Stiftung für das Tier im Recht, die Ärztinnen und Ärzte für Tierschutz in der Medizin, ALTEX (Alternativen zu Tierexperimenten), die IG Tiertransporte und Schlachthöfe oder der VgT (Verein gegen Tierfabriken).
Am 1. Januar 1981 schlossen sich die 1959 gegründete Tierschutzorganisation ISPA International Society for the Protection of Animals und die 1953 gegründete Tierschutzorganisation WFPA World Federation for the Protection of Animals zur World Society for the Protection of Animals (WSPA) zusammen. Die Organisation benannte sich im Juni 2014 in World Animal Protection um und ist eine international arbeitende Tierschutzorganisation, die sich durch Bildungsarbeit, Katastrophenhilfe, Kampagnen und die direkte Hilfe vor Ort dafür einsetzt, die Tierschutzstandards in der ganzen Welt zu verbessern und zu garantieren. Im Jahr 2006 startete die Tierschutzorganisation die Kampagne zu einer Weltweiten Tierschutzerklärung, die eine Vereinbarung über weltweite Tierschutzstandards durch die Vereinten Nationen fordert.
1969 wurde in Kanada von Brian Davies der International Fund for Animal Welfare (IFAW) gegründet, um gegen die Tötung junger Kegelrobben vor der Küste Neufundlands zu protestieren. Daraus hat sich eine der größten internationalen Tier- und Artenschutzorganisationen weltweit entwickelt. Prominentestes Mitglied ist der James-Bond-Darsteller und Schauspieler Pierce Brosnan.
Mit dem Aufkommen der Tierrechtsbewegung in Deutschland haben sich seit den 1980er Jahren zahlreiche neue Tierschutz- und Tierrechtsorganisationen gebildet. Die Ziele und Arbeitsweisen sind unterschiedlich. Viele haben sich auf eine Thematik spezialisiert, um wirksame Arbeit leisten zu können. Der Verein Animals Angels e. V. ist eine international operierende Organisation, die sich durch die Aufklärung der Öffentlichkeit, Kontrollen, Dokumentationen und die enge Zusammenarbeit mit den zuständigen Behörden dafür einsetzt, dass die geltenden Tierschutzbestimmungen bei Tiertransporten eingehalten werden. Der Verein PROVIEH kämpft gegen die industrielle Tierhaltung, das Komitee gegen Vogelmord gegen Vogelfang und Wilderei. animal public hat sich auf den Schutz von Wildtieren spezialisiert, wie auch die Organisation Pro Animale, die verschiedene Projekte betreut (z. B. Freikauf aus nicht tierschutzgerechten Pferdetransporten und aus dem Tierversuch, Aufbau von Tierheimen in der Türkei und anderen Ländern, „Tanzbären“-Problematik, Kettenhundehaltung). Andere Verbände wie Menschen für Tierrechte – Bundesverband der Tierversuchsgegner e. V. setzen sich für die gesellschaftliche und rechtliche Anerkennung weiterer Tierrechte und deren Umsetzung ein.
Laut der jährlich vom Deutschen Spendenrat und der GfK erstellten Erhebung „Bilanz des Helfens“ waren die Spendengelder von deutschen Privatpersonen im Jahr 2017 mit einem Anteil von 5,4 % für den Zweck „Tierschutz“ vorgesehen, das entspricht einem Spendenvolumen für den Tierschutz in Höhe von rund 280 Millionen Euro (hinzu kommen noch Spenden aus Erbschaften und Großspenden von mehr als 2500 Euro). Der Tierschutz liegt damit an zweiter Stelle der Spendenzwecke, nach der Kategorie „humanitäre Hilfe“ mit 77,7 %.

### Deutschland
| Organisation                                                        | Gründungsjahr | Beschreibung |
| ------------------------------------------------------------------- | ------------- | --- |
| Ärzte gegen Tierversuche                                            | 1979          | Ziel ist die Abschaffung aller Tierversuche                                                                                                |
| Aktion Partei für Tierschutz (Kurzbezeichnung: Tierschutz)          | 2017          | politische Partei ausschließlich für Tierschutz                                                                                            |
| Albert Schweitzer Stiftung für unsere Mitwelt                       | 2000          | gemeinnützige Tierschutzorganisation |
| Animal Peace                                                        | 1987          | gemeinnützig anerkannte Tierrechtsorganisation                                                                                             |
| animal public                                                       | 2001          | gemeinnütziger Tier- und Artenschutzverein                                                                                                 |
| Animal Rights Watch e. V.                                           | 2013          | Ziel ist die Abschaffung jeglicher Ausbeutung und Unterdrückung von Tieren.                                                                |
| Animals’ Angels                                                     | 1998          | Schwerpunkt Tiertransporte |
| Bundesverband Tierschutz e. V.                                      | 1962          | gemeinnütziger Tierschutzverein; Tierheim                                                                                                  |
| Bund gegen Missbrauch der Tiere                                     | 1922          | gemeinnütziger Tierschutzverein; Tierheime                                                                                                 |
| Deutscher Tierschutzbund                                            | 1881          | Dachverband |
| Deutsches Tierschutzbüro                                            | 2013          | eingetragener Tierschutzverein |
| Erna-Graff-Stiftung für Tierschutz                                  | 1983          | leistet intensive Jugendarbeit |
| Europäischer Tier- und Naturschutz                                  | 1989          | gemeinnütziger Verein, setzt sich in ganz Europa für Tiere in Not ein                                                                      |
| Holistic Animal Resort e. V.                                        | 2013          | gemeinnütziger Tierschutzverein zur Förderung von artgerechter Haltung und fairem Umgang mit Pferden und Nutztieren                        |
| Menschen für Tierrechte – Bundesverband der Tierversuchsgegner      | 1982          | wendet sich besonders gegen Tierversuche                                                                                                   |
| Partei Mensch Umwelt Tierschutz (Kurzbezeichnung: Tierschutzpartei) | 1993          | weltweit erste Tierschutzpartei |
| PETA                                                                | 1993          | Aufdeckung von Tierquälerei, Aufklärung und Veränderung der Lebensweise                                                                    |
| PROVIEH                                                             | 1973          | nach eigenen Angaben der älteste und größte Tierschutzfachverband                                                                          |
| SOKO Tierschutz e. V.                                               | 2012          | gemeinnütziger Tierschutzverein |
| Sozis für Tiere e. V.                                               | 2018          | politischer Tierschutzverein, setzt sich als Teil der sozialdemokratischen Bewegung aktiv für eine freie und solidarische Gesellschaft ein |
| Tierschutzliga Stiftung                                             | 2016          | registrierte und eingetragene Tierschutz Stiftung                                                                                          |
| V-Partei³                                                           | 2016          | erste Partei, die sich für Tierrechte und eine vegane Lebensweise einsetzt                                                                 |

### Österreich
| Organisation                                 | Gründungsjahr | Beschreibung                                                |
| -------------------------------------------- | ------------- | ----------------------------------------------------------- |
| Tierschutz Austria                           | 1846          | gemeinnützige Tierschutz- und Umweltorganisation            |
| Gut Aiderbichl                               | 2001          | international aktive gemeinnützige Stiftung                 |
| Tierschutzverein für Tirol 1881              | 1881          | gemeinnützige Tierschutzorganisation                        |
| Verein gegen Tierfabriken (Österreich) (VGT) | 1992          | gemeinnützige Tierschutzorganisation                        |
| Vier Pfoten                                  | 1988          | international tätige Tierrechts- und Tierschutzorganisation |

### Schweden
| Organisation       | Gründungsjahr | Beschreibung |
| ------------------ | ------------- | ------------ |
| Djurrättsalliansen |               | gemeinnützig |

### Schweiz
| Organisation                              | Gründungsjahr | Beschreibung                                         |
| ----------------------------------------- | ------------- | ---------------------------------------------------- |
| Animal Rights Switzerland                 | 2017          | gemeinnützige Tierrechts- und Tierschutzorganisation |
| ATs Aargauischer Tierschutzverein         | 1869          | aargauische Tierschutzorganisation                   |
| KAGfreiland                               | 1972          | gemeinnützige Nutztierschutzorganisation             |
| PEA – Pour l'Égalité Animale              | 2014          | Welschschweizer Tierschutzorganisation               |
| Schweizer Tierschutz (STS)                | 1861          | gemeinnützige Tierschutzorganisation                 |
| Susy Utzinger Stiftung für Tierschutz     | 2000          | gemeinnützige Tierschutzorganisation                 |
| Tier im Fokus (TIF)                       | 2009          | gemeinnützige Tierrechtsorganisation                 |
| Tier im Recht (TIR)                       | 1997          | gemeinnützige Tierrechts-Stiftung                    |
| Tierschutzbund Zürich (TSB Zürich)        | k. A.         | gemeinnützige Tierschutzorganisation                 |
| Verein gegen Tierfabriken (Schweiz) (VgT) | 1989          | gemeinnützige Tierschutzorganisation                 |
| Zürcher Tierschutz                        | 1856          | gemeinnützige Tierschutzorganisation                 |

### International
| Organisation                                                   | Gründungsjahr | Beschreibung                                                     |
| -------------------------------------------------------------- | ------------- | ---------------------------------------------------------------- |
| Animal Liberation Front (ALF)                                  | 1976          | führt auch zumeist illegale Aktionen durch                       |
| Humane Society of the United States (HSUS)                     | 1954          | vor allem in den Vereinigten Staaten tätig                       |
| International Fund for Animal Welfare (IFAW)                   | 1969          | internationaler Tierschutzfonds                                  |
| Italian Horse Protection Association (IHP)                     | 2009          | wichtigste Organisation für den Schutz von Pferden in Italien    |
| L214 Éthique & Animaux (L214)                                  | 2008          | gemeinnützige Tierschutzorganisation in Frankreich               |
| OceanCare                                                      | 1989          | Organisation zum Schutz der Meerestiere und ihres Lebensraums    |
| People for the Ethical Treatment of Animals (PETA)             | 1980          | große Tierrechtsvereinigung mit weltweit 2 Millionen Mitgliedern |
| Pro Animale                                                    | 1985          | betreibt schwerpunktmäßig Projekte auf internationaler Ebene     |
| Royal Society for the Prevention of Cruelty to Animals (RSPCA) | 1824          | älteste Tierschutzorganisation weltweit                          |
| Welttierschutzgesellschaft                                     | 2013          | Tierschutzprojekte weltweit, Kampagnen in Deutschland            |
| World Animal Protection                                        | 1981          | Weltweite Tierschutzkampagnen und -projekte                      |
| Dharma Voices for Animals (DVA)                                | 2011          | Internationale buddhistische Organisation                        |
| Direct Action Everywhere                                       | 2013          | setzt auf Protestaktionen und gewaltfreie direkte Aktionen       |

### Methoden der Organisationen und Umgang mit Gewalt

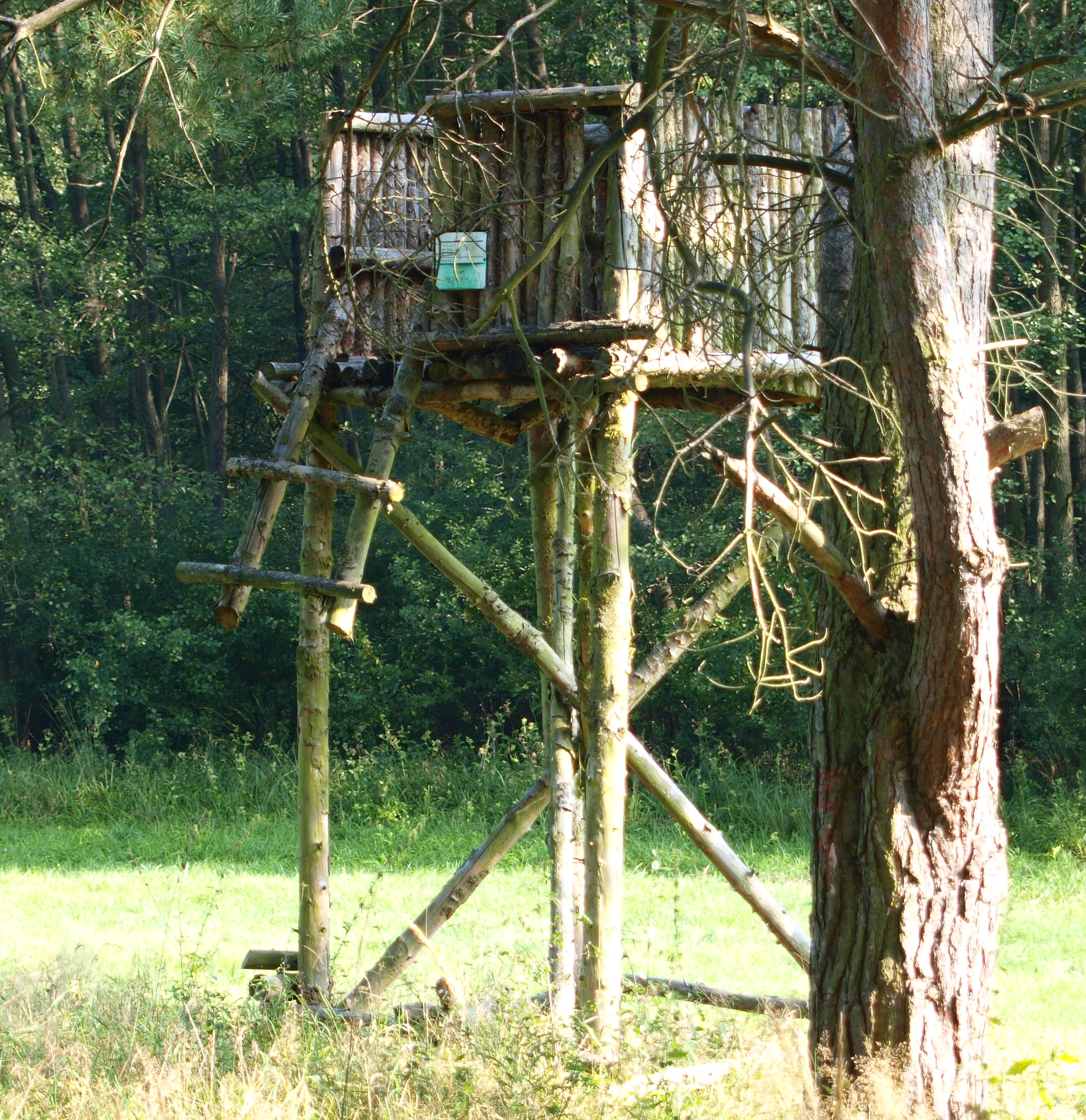
Hochsitz mit abgesägter Leiter

Die Methoden, mit denen die Organisationen versuchen, ihre Ziele zu erreichen, sind unterschiedlich. Grundsätzlich betreiben und unterstützen Tierschützer etwa Tierheime oder Gnadenhöfe und bemühen sich um praktische Hilfen und Weiterbildung ihrer Mitglieder und Interessenten im Sinne des Tierschutzes wie auch die Aufnahme und Versorgung ausgesetzter und geschwächter Tiere.
Für die Mitgliederwerbung werden Infostände auf der Straße, Rundbriefe wie auch symbolische Aktionen und Demonstrationen, von der Störung einer Jagdgesellschaft bis hin zu spektakulären Aktionen wie der Blockade von Walfängern, veranstaltet. Greenpeace, später auch Robin Wood wurden durch solche medienwirksame symbolische Aktionen überregional bekannt. Radikale Gruppierungen, wie etwa Sea Shepherd, rammen auf hoher See illegal operierende Walfänger. Sea Shepherd versenkte bisher zehn Schiffe und nimmt für sich in Anspruch, in Internationalen Gewässern die Strafverfolgung durchsetzen zu dürfen. Dabei beruft sich die Organisation auf die United Nations World Charter for Nature.
Die Gewaltbereitschaft, das Begehen von Straftaten durch militante Tierschützer und Tierrechtler, ist ein ernstzunehmendes kriminologisches wie ethisches Problem. Die Straftaten reichen von der Sachbeschädigung, etwa dem Beschädigen von Hochsitzen, was aber auch Verletzungen wie im Extremfall auch den Tod des Jägers billigend in Kauf nimmt, bis hin zu Psychoterror, Einbrüchen, Landfriedensbruch, Brandstiftung und Mord.

### Aktuelle Projekte und Themen in Deutschland
Derzeit lässt sich eine Vielzahl von Diskussionen und Projekten aus dem Kontext Tierschutz in Deutschland finden. Jene, welche innerhalb Deutschlands das größte Gewicht im Hinblick auf die beteiligten Organisationen und die mediale Reichweite haben, seien im Folgenden beschrieben.

#### Demonstrationen gegen die Massentierhaltung
In Deutschland aber auch in den Niederlanden gibt es eine Reihe von Demonstrationen unter dem Motto Wir haben es satt!. Ein Hauptanliegen der Veranstaltung ist es, auf die Zustände in der Massentierhaltung aufmerksam zu machen. Der Protest wird von Tierschutzorganisationen wie der Albert Schweitzer Stiftung für unsere Mitwelt, Provieh, Deutscher Tierschutzbund und anderen Organisationen getragen.

#### Widerstand gegen Tier- und Pflanzenpatente
Im Jahr 1992 haben sich in Deutschland verschiedene Organisationen zu der Initiative „Kein Patent auf Leben!“ zusammengeschlossen. Das Netzwerk wird von einem Büro in München aus gesteuert, welches wiederum Teil der europäischen Initiative „No Patents on Life!“ ist. Europaweit sind mehrere hundert Organisationen beteiligt. Ziel der Initiative ist es, die Patentierung von Leben zu verhindern. Dazu zählen sowohl Pflanzen und Tiere als auch Gensequenzen und menschliche Stammzellen.
Anlass für die Initiative war die Patentierung der „Krebsmaus“, welche im Widerspruch zum Europäischen Patentrecht stand. Neben ethischen Bedenken werden wirtschaftliche und ökonomische Gründe gegen die Patentierung angeführt. Trotz zahlreicher Einsprüche steigen die Patentanmeldungen und -genehmigungen für Pflanzen und Tiere jährlich. Die Initiatoren wenden sich daher weiterhin, größtenteils ehrenamtlich, mit Einsprüchen und Öffentlichkeitsarbeit dagegen.

#### Wegfall der Bauprivilegien für Tierfabriken
Ein wichtiger Schritt gegen die Massentierhaltung: Der Deutsche Bundestag hat im April 2013 eine Änderung des Baugesetzbuches veranlasst. Mit der Gesetzesänderung werden die Bau-Privilegien für Tierfabriken eingeschränkt. Zugleich erhalten Städte und Gemeinden ein Vetorecht ab einer für die jeweilige Tierart definierten Stallgröße, sofern nicht mehr als 50 Prozent des für die Massentierhaltung erforderlichen Futters auf dem eigenen Land produziert werden. Die Albert Schweitzer Stiftung für unsere Mitwelt und andere Organisationen befürworten den Wegfall der bisherigen Bau-Privilegien für die sogenannten Tierfabriken und setzen sich mit dem Netzwerk Bauernhöfe statt Agrarfabriken weiterhin gegen die Massentierhaltung ein.

#### Tierschutzplan Niedersachsen
In der industriellen Nutztierhaltung stehen sich die Interessen und Möglichkeiten der Landwirte und die Bedürfnisse der Tiere gegenüber. Aufgrund dessen wurde 2011 in Niedersachsen durch Landwirtschafts- und Verbraucherschutzminister Gert Lindemann ein Tierschutzplan ins Leben gerufen. Dieser hat zum Ziel, Missstände in der Nutztierhaltung aufzudecken und diese zu beheben. Neben einer artgerechten Haltung von Nutztieren wie Geflügel, Schweinen und Rindern wird schließlich eine Vermeidung von tierquälerischen Maßnahmen angestrebt. Letzteres ist jedoch in vielen Fällen nur möglich, wenn vorab unter Berücksichtigung der Bedürfnisse der Tiere eine Änderung in der Haltung erfolgt. Bei der Umsetzung sollen sowohl tierschutzrelevante Aspekte als auch die Interessen und Möglichkeiten der Landwirte sowie die Interessen der Verbraucher berücksichtigt werden. Eine derart übergreifende Lösungsfindung bezeichnet Landwirtschaftsminister Lindemann als den „Niedersächsischen Weg“: Den Landwirten sollen keine Doktrinen und die alleinige Verantwortung auferlegt werden. Stattdessen gilt es, konstruktive Lösungsmöglichkeiten zu erarbeiten, bei deren Umsetzung die Landwirte Unterstützung durch Fachleute und Behörden erhalten.
Der Tierschutzplan Niedersachsen ist ein Pilotprojekt in Deutschland. Neben dem Landwirtschaftsminister sind verschiedene Tierschutzorganisationen, Veterinärmediziner und Behörden sowie Vertreter aus Wissenschaft, Wirtschaft, Verbraucherschutz, der Kirche und dem Handel beteiligt. Die Kooperation verschiedener Fachleute soll gewährleisten, dass alle relevanten Aspekte in der industriellen Nutztierhaltung Beachtung finden. Zu diesem Zweck wurden der Lenkungsausschuss „Tierschutzstrategie“ und verschiedene Facharbeitsgruppen gegründet, die sich jeweils einem Teilbereich widmen.
Mit dem Tierschutzplan Niedersachsen soll die artgerechte Nutztierhaltung auf Landesebene erreicht werden, denn das Bundesland sieht sich als Agrarland in einer besonderen Verantwortung mit Vorbild-Charakter. Während für alle Nutztiere eine artgerechte Haltung und Ernährung angestrebt wird, gilt es außerdem konkret, das Kürzen der Schnäbel von Geflügel zu unterbinden sowie eine Betäubungspflicht beim Schwanzkürzen und Kastrieren von Ferkeln, beim Schenkelbrand von Fohlen und dem Enthornen von Kälbern einzuführen. Die artgerechte Haltung umfasst ausreichend Bewegungs- und Beschäftigungsmöglichkeiten für alle Nutztiere sowie das Einrichten geeigneter Tränken und Wasserstellen für Enten. Weiterhin hat sich der Tierschutzplan Niedersachsen die Definition von Tierschutzindikatoren zur Aufgabe gemacht, die künftige Mängel in der Haltung frühzeitig aufdecken sollen. In einem Arbeitsprogramm wurden 40 Handlungsfelder für zwölf Tierarten und entsprechende Zeitrahmen für die Umsetzung definiert.

#### Schutz von Meereslebewesen

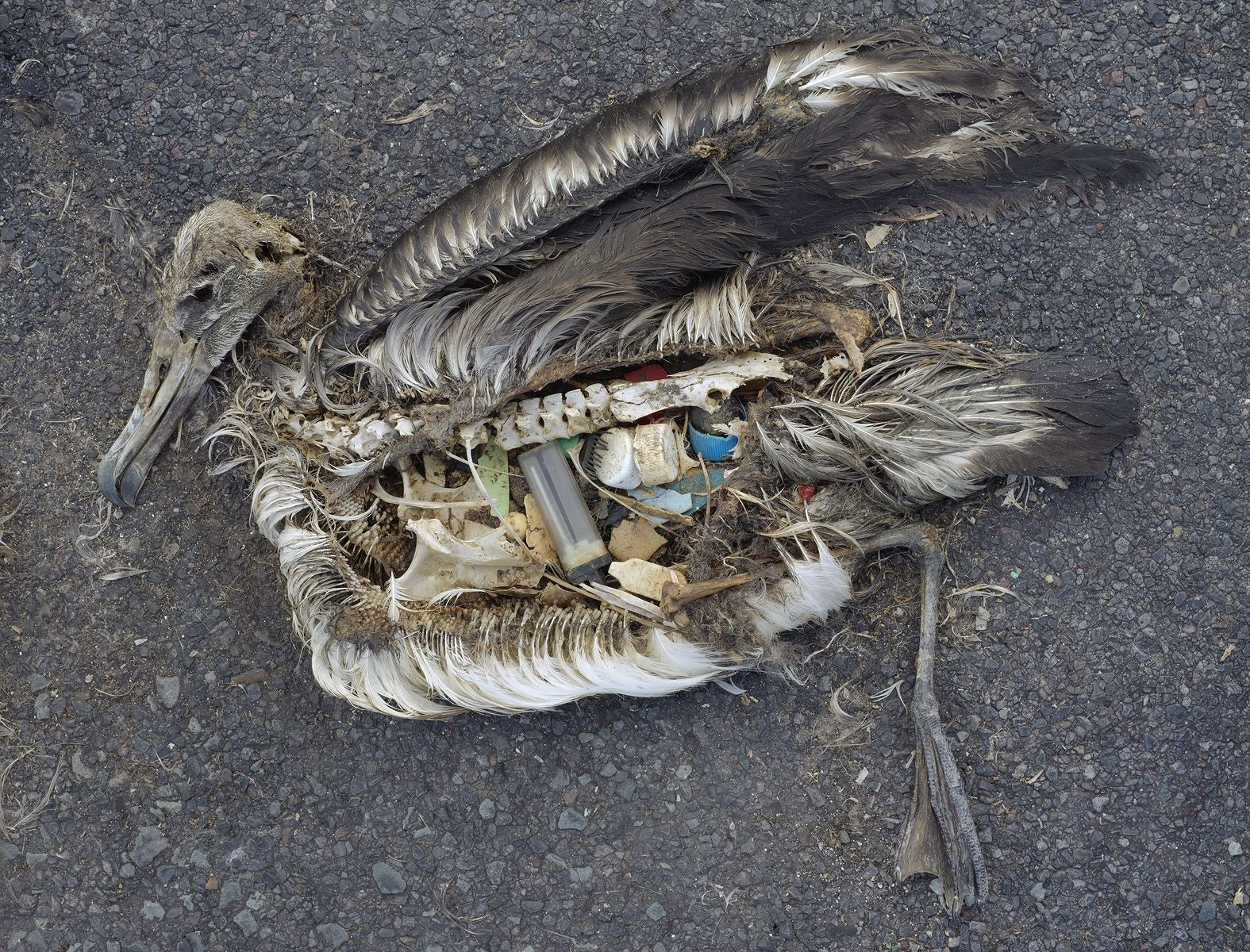
Toter Albatros mit Plastik im Magen

Die Vermüllung der Ozeane gefährdet zunehmend das Leben von Seevögeln, Fischen und anderen Meerestieren. Laut Umweltbundesamt sterben jährlich etwa 100.000 Tiere durch Verpackungsreste, Taue, Netze und andere Fischereiabfälle, in denen sie sich entweder verheddern und erwürgen oder indem sie Müll verschlucken.
Eine besondere Gefahr stellen die anteilig circa ein Drittel Plastikabfälle in den Ozeanen dar, da diese sich nur langsam zersetzen und dabei Giftstoffe abgeben, die von Meerestieren aufgenommen werden. Zudem werden Kunststoffe nicht vollständig zersetzt, so dass Kleinstpartikel im Wasser verbleiben. Weitere Mikropartikel gelangen über die Industrie, Kläranlagen und durch Schiffsunfälle in das Meer. Es werden durchschnittlich 13.000 solcher Rückstände je Quadratkilometer vermutet. Dies kann auch für den Menschen gefährlich werden, da die Mikropartikel bereits im Wasser vorhandene Toxine binden, die von Meerestieren aufgenommen werden und so in die Nahrungskette gelangen.
Das Umweltbundesamt fordert die Menschen auf, zum Schutz der Meerestiere beizutragen, indem keine Kosmetika verwendet werden, die Kunststoffe enthalten, der Müll ordnungsgemäß entsorgt und auf Plastik-Verpackungen verzichtet wird. Als übergreifende Maßnahme soll gemäß EG-Meeresstrategie-Rahmenrichtlinie jede weitere für die Meerestiere schädliche Vermüllung bis 2020 eingestellt werden.

#### Flugpatenschaften nach Deutschland
Zahlreiche Tierschutzorganisationen sind im Ausland tätig und vermitteln von dort aus Tiere nach Deutschland. Zu diesem Zweck werden ständig Flugpaten gesucht, die beispielsweise auf der Heimreise vom Urlaubsort ein Tier mitnehmen, indem sie als offizielle Begleiter fungieren. Für den Flugpaten sind damit keine Kosten oder Mühen verbunden. Die Tierschutzorganisation übernimmt sämtliche Formalitäten im Ausland, bringt das Tier zum Flughafen und checkt es dort in Begleitung des Flugpaten ein. Am Ankunftsort nimmt der Flugpate das Tier zusammen mit seinem Gepäck in Empfang und übergibt es anschließend den wartenden Tierschützern, den neuen Besitzern oder dem Vertreter der Pflegestelle.
Die Anmeldung als Flugpate kann entweder direkt bei einer Tierschutzorganisation oder bei der zentralen Vermittlungsstelle erfolgen. Diese Institution leitet jede Anmeldung an die relevanten Tierschutzorganisationen im Ausland weiter und vermittelt auch Kontakte in Deutschland, wenn beispielsweise eine Pflegestelle gesucht wird oder eine Abholung organisiert werden muss.

## Tierschutzvolksbegehren in Österreich
Im Februar 2019 wurde das von unabhängigen Experten erarbeitete Programm eines überparteilichen Volksbegehrens für Tierschutz vorgestellt. Initiiert von dem Aktivisten und Publizisten Sebastian Bohrn Mena und unterstützt von zahlreichen anderen Prominenten wirkt eine zivilgesellschaftliche Bewegung an einer Gesetzesänderung vor allem für landwirtschaftlich genutzte Tiere. Das Volksbegehren sammelte seit 7. Mai 2019 Unterstützungserklärungen, die auch für die Eintragungswoche vom 18. bis 25. Januar 2021 angerechnet wurden. Im Oktober 2019 wurden bereits 50.000 Unterschriften erreicht, die gesetzliche Hürde zur parlamentarischen Behandlung von Volksbegehren in Österreich liegt bei 100.000 Unterschriften. Es wurden insgesamt 416.229 Unterschriften gesammelt.